# 사건 이송 명령
사건 이송 명령(certiorari)는 라틴어 certiorari ("to be searched")에서 나온 법률제도이다. 영국의 고등법원 여왕좌부 또는 형평법법원이 하급법원판사 또는 그 밖의 기관의 사법권 행사가 관할권의 범위를 벗어나거나 공정성을 상실하지 아니하였는가를 심사하기 위해 국왕의 이름으로 정식기록을 제출할 것을 명하는 영장에서 기원하였다.미국에서는 연방 대법원이 상소된 사건을 받아들일 때 내리는 명령서를 사건 이송 명령서(writ of certiorari)라고 한다. 현재 미국에서는 연방 대법원이 상고를 받아들일 지를 선별하여 결정할 수 있으며 상고를 원하는 당사자는 사건 이송 명령 신청을 작성하여 제출해야 한다. 9명의 연방 대법관 중 최소 4명이 찬성하여야 사건 이송 명령이 내려지며 7,500개의 신청중 약 80 ~ 150개만 사건 이송 명령이 내려진다. 사건 이송 명령이 허락되었다고 하여 대법원이 하급법원의 결정에 의심을 품었다고 볼 수 없으며 기각되었다고 결정을 대법원이 지지한다고 볼 수도 없다.

## 관련 문헌
- 김용헌, 미국의 사법제도 개관 , 『법조』제438호, 1993. 3.
- 박삼태, 미국 주 사법제도 개관 - 주로 관할의 분배와 심급 구조를 중심으로 ,『외국사법연수논집』제11집, 1994. 12.
- 이상윤, 『영미법』, 박영사, 2000.

## 같이 보기
- 이송